# Secret Hideout
Secret Hideout es una compañía productora de cine y televisión fundada en 2014 por Alex Kurtzman. Se destaca por las encarnaciones recientes de la franquicia de Star Trek junto a Roddenberry Entertainment.

## Historia
En 2014, Alex Kurtzman y Roberto Orci anunciaron que disolverían su sociedad de realización de películas con el fin de enfocarse exclusivamente en la televisión.
Más tarde, ese mismo año, la compañía firmó un acuerdo de producción por tres años con Universal Pictures para producir sus largometrajes. La primera película de Secret Hideout fue La momia. Se contrató a Jeb Brody, exempleado de Focus Features, y a Bobby Cohen, exempleado de K/O, para que se unieran a la empresa junto con Kim Rosen, quien se desempeña como jefa de Contenidos digitales e interactivos.
En 2016, se anunció que Roberto Orci no estaba vinculado al regreso de Star Trek por parte de CBS All Access. Además, se comunica que firmaron un nuevo acuerdo con CBS Television Studios para lanzar su división televisiva, con Star Trek: Discovery como uno de los primeros proyectos del estudio para televisión, junto con Salvation. Se contrató a Heather Kadin y Aaron Baiers, empleados de K/O, para que lleven a cabo la gestión de los programas de televisión de la compañía.
En 2018, se firmó un nuevo acuerdo con CBS Television Studios para expandir la franquicia de Star Trek con nuevas encarnaciones.
En 2019, se contrató a Robyn Johnson como directora de Desarrollo de Secret Hideout.
En 2020, se informó que Secret Hideout se había unido a la producción de la serie de imagen real Halo para Showtime.

## Filmografía
| Estreno      | TV e Internet                 | Película                      |
| ------------ | ----------------------------- | ----------------------------- |
| 2017         | La momia                      | La momia                      |
| 2017–2018    | Salvation                     | Salvation                     |
| 2017–present | Star Trek: Discovery          | Star Trek: Discovery          |
| 2018–present | Star Trek: Short Treks        | Star Trek: Short Treks        |
| 2018–2019    | Instinct                      | Instinct                      |
| 2020–present | Star Trek: Picard             | Star Trek: Picard             |
| 2020–present | Star Trek: Lower Decks        | Star Trek: Lower Decks        |
| 2020         | The Comey Rule                | The Comey Rule                |
| 2021–present | Clarice                       | Clarice                       |
| 2021         | Star Trek: Prodigy            | Star Trek: Prodigy            |
| 2021         | Halo                          | Halo                          |
| TBA          | Star Trek: Strange New Worlds | Star Trek: Strange New Worlds |